# Ceabarivka, Huseatîn
Ceabarivka (în ucraineană Чабарівка) este o comună în raionul Huseatîn, regiunea Ternopil, Ucraina, formată numai din satul de reședință.

## Demografie
Componența lingvistică a comunei Ceabarivka
     Ucraineană (99,67%)
     Alte limbi (0,33%)
Conform recensământului din 2001, majoritatea populației comunei Ceabarivka era vorbitoare de ucraineană (99,67%), existând în minoritate și vorbitori de alte limbi.